# Galegeae
Galegeae,  tribus mahunarki iz potporodice Faboideae kojemu pripadaju najmanje 33 roda. Rod Biserrula L., po nekima je sinonim za Astragalus.

## Rodovi
Tribus Galegeae s. lat.
1. Subtribus Astragalinae DC.
  1. Gueldenstaedtia Fisch. (4 spp.)
  2. Chesneya Endl. (38 spp.)
  3. Caragana Fabr. (87 spp.)
  4. Astragalus L. (3071 spp.)
  5. Calophaca Fisch. (9 spp.)
  6. Chesniella Boriss. (7 spp.)
  7. Erophaca Boiss. (1 sp.)
  8. Tibetia (Ali) H. P. Tsui (6 spp.)
  9. Oxytropis DC. (577 spp.)
2. Subtribus Hedysarinae J. Presl
  1. Alhagi Gagnebin (4 spp.)
  2. Hedysarum L. (216 spp.)
  3. Taverniera DC. (14 spp.)
  4. Ebenus L. (21 spp.)
  5. Sulla Medik. (7 spp.)
  6. Eversmannia Bunge (4 spp.)
  7. Corethrodendron Fisch. & Basiner (5 spp.)
  8. Onobrychis Mill. (203 spp.)
3. Subtribus Coluteinae Benth. & Hook.f.
  1. Podlechiella Maassoumi & Kaz. Osaloo (1 sp.)
  2. Streblorrhiza Endl. (1 sp.)
  3. Carmichaelia R. Br. (24 spp.)
  4. Willdampia A. S. George (1 sp.)
  5. Clianthus Banks & Sol. ex G. Don (2 spp.)
  6. Montigena Heenan (1 sp.)
  7. Swainsona Salisb. (86 spp.)
  8. Phyllolobium Fisch. (24 spp.)
  9. Lessertia DC. (61 spp.)
  10. Sphaerophysa DC. (2 spp.)
  11. Oreophysa (Bunge ex Boiss.) Bornm. (1 sp.)
  12. Smirnowia Bunge (1 sp.)
  13. Eremosparton Fisch. & C. A. Mey. (3 spp.)
  14. Colutea L. (26 spp.)
4. Subtribus Parochetinae Yakovlev
  1. Parochetus  Buch.-Ham. ex D. Don (2 spp.)
5. Subtribus Galeginae Bronn
  1. Galega L. (8 spp.)

- Biserrula L.